# Tim Cook

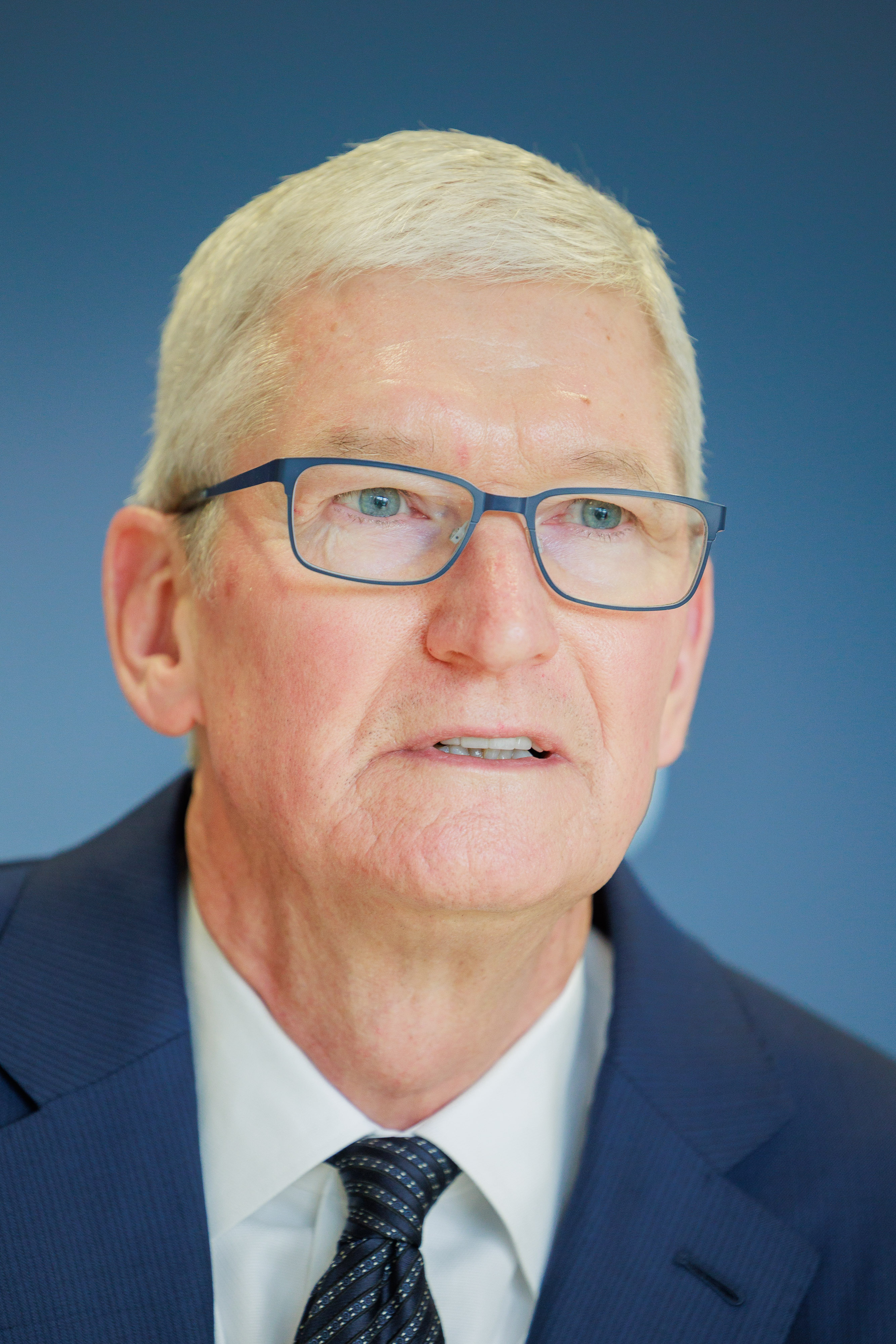
Tim Cook (2023)

Timothy Donald „Tim“ Cook (* 1. November 1960 in Mobile, Alabama) ist ein US-amerikanischer Manager und Chief Executive Officer (CEO) des Unternehmens Apple. Ab Januar 2011 vertrat er seinen Vorgänger Steve Jobs, als dieser aus gesundheitlichen Gründen eine Auszeit nahm. Im August desselben Jahres übernahm Cook dessen Position dauerhaft.

## Herkunft und Privatleben
Cook wurde 1960 in Mobile geboren und wuchs in Robertsdale (Alabama) auf. Sein Vater Donald war Vorarbeiter in einer Werft und seine Mutter Geraldine Angestellte in einer Apotheke. Er ist der zweite von drei Söhnen.
Am 30. Oktober 2014 sprach Cook als erster US-amerikanischer Top-Manager (Fortune 500) öffentlich über seine Homosexualität. In einem Artikel für Bloomberg Businessweek schrieb er: „I’m proud to be gay, and I consider being gay among the greatest gifts God has given me.“ („Ich bin stolz, schwul zu sein, und betrachte schwul zu sein als eines der größten Geschenke, die Gott mir gemacht hat.“)
2024 wurde Cook zum Mitglied der American Academy of Arts and Sciences gewählt.

## Karriere
Cook studierte bis 1982 Industrial Engineering an der Auburn University und absolvierte seinen MBA 1988 an der Business School der Duke University. Parallel dazu arbeitete er ab 1983 für IBM und war dort zuletzt für Herstellung und Vertrieb der PC-Sparte in Nord- und Südamerika verantwortlich. Zwischen 1994 und 1997 war Cook Chief Operating Officer (COO) der Reseller Division bei Intelligent Electronics, einem Computerhändler mit engen Verbindungen zu Apple. Nach der Zerschlagung von Intelligent Electronics 1997 arbeitete er ein halbes Jahr bei Compaq (als Vizepräsident für Corporate Materials).
1998 kam Cook zu Apple, nachdem er von Steve Jobs persönlich angeworben worden war. Er war zunächst Senior Vice President of Operations, ab 2002 Executive Vice President of Worldwide Sales and Operations und ab 2004 zudem für das Macintosh-Geschäft verantwortlich. Im Oktober 2005 wurde er COO von Apple. Im November 2005 wurde Cook Mitglied des Aufsichtsrats (Board of Directors) von Nike.
Bereits 2004 hatte Cook Jobs als CEO vertreten. 2009 vertrat er Jobs erneut von Januar bis Ende Juni, da dieser sich einer Lebertransplantation unterziehen musste. Am 17. Januar 2011 gab Jobs bekannt, dass er aus gesundheitlichen Gründen eine weitere Auszeit benötige. Cook führte daraufhin den Konzern zunächst vertretungsweise und wurde nach dem Rücktritt von Steve Jobs am 24. August 2011 offiziell zum CEO berufen.

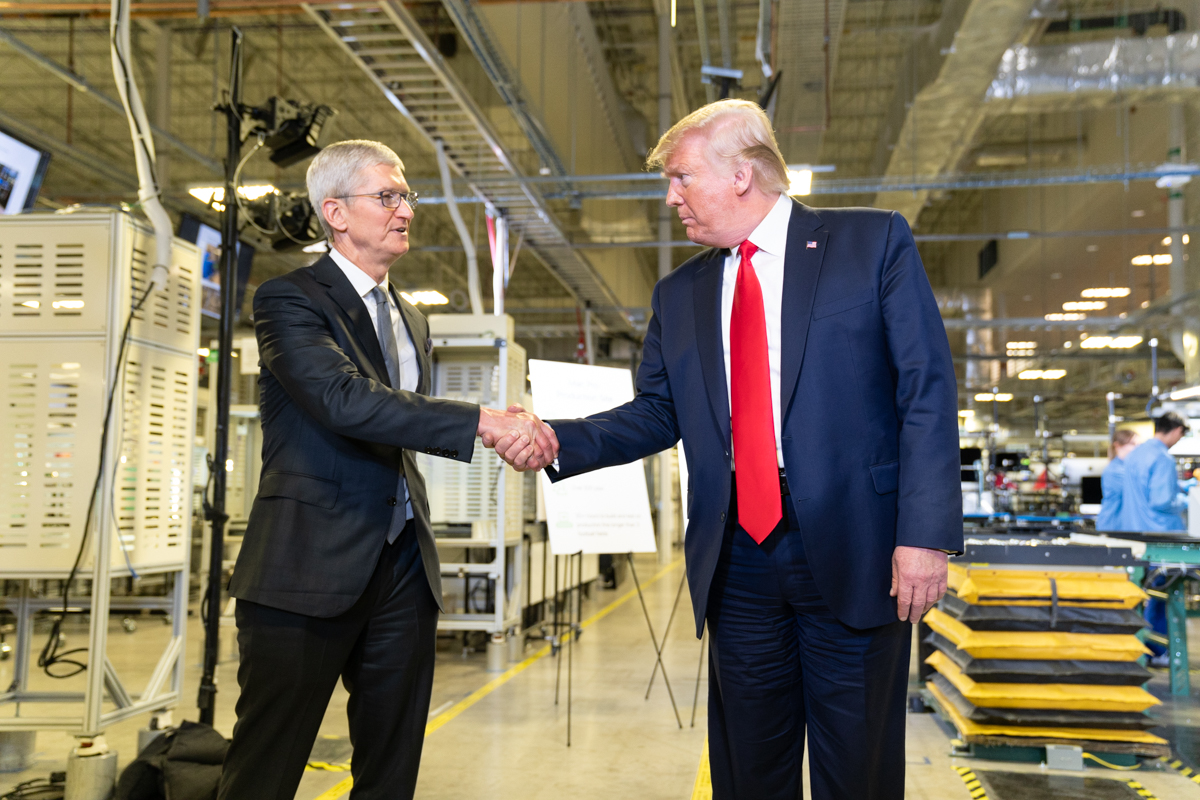
Tim Cook mit US-Präsident Donald Trump bei einer Werksbesichtigung (2019)

Im Oktober 2012 organisierte Cook die Führungsetage bei Apple umfassend neu: Scott Forstall wurde nach Konflikten mit Jonathan Ive und dem bei seiner Einführung in die Kritik geratenen Apple Maps entlassen. Daraufhin wurde Ive mehr Verantwortung für das Design des mobilen Betriebssystems Apple iOS übertragen. Craig Federighi übernahm gleichzeitig die Kontrolle über die iOS-Softwareentwicklung. Apple brachte unter der Führung von Cook u. a. das iPad mini, einen stark überarbeiteten Mac Pro, die Apple Watch, die AirPods, den HomePod, den AirTag, die neue Produktkategorie Mac Studio, das iPhone X sowie die Vision Pro heraus. Apple etablierte unter Cooks Führung zudem mehrere Abo-Service-Dienste, u. a. Apple Music, Apple TV+, Apple Arcade und Apple Fitness+.

## Cook in den Medien
2012 und 2013 trat Cook auf der von Walter Mossberg und Kara Swisher organisierten Konferenz D: All Things Digital auf, um über sein Unternehmen, dessen Produkte sowie den digitalen Markt zu sprechen. Über Privates und interne Entwicklungen bei Apple gibt er, wie sein Vorgänger Steve Jobs auch, kaum Auskunft. Im Rahmen einer Wohltätigkeitsauktion wurde im Mai 2013 ein halb- bis ganzstündiges Gespräch mit Tim Cook für 610.000 US-Dollar versteigert. Etwa gleichzeitig mit dem Verkaufsstart des iPhone 5s twitterte Cook 2013 das erste Mal öffentlich.

## Vermögen
Laut Fortune habe Cook Apple-Aktien im Wert von etwa 120 Millionen US-Dollar. Dazu kommen Optionen im aktuellen Wert von 665 Millionen US-Dollar, die Cook in den kommenden Jahren einlösen könnte. Im März 2015 erklärte er gegenüber Fortune, dass er sein gesamtes Vermögen für wohltätige Zwecke spenden wolle. Seit August 2020 besitzt Cook über eine Milliarde US-Dollar. Zu seinem zehnten Jahrestag als Vorstandsvorsitzender erhielt Cook im August 2021 einen Bonus von fünf Millionen Apple-Aktien, die er für mehr als 750 Millionen US-Dollar verkaufte. Laut Forbes besaß Cook im September 2024 ein Vermögen von zwei Milliarden US-Dollar; damit steht er auf Platz 1623 der reichsten Personen der Welt.